# Анхель Мехіас
Анхель Мехіас (ісп. Ángel Jesús Mejías, нар. 1 березня 1959, Темблеке) — іспанський футболіст, що грав на позиції воротаря.
Виступав, зокрема, за клуб «Атлетіко». Також працював тренером воротарів у других командах «Атлетіко». Пізніше пройшов через команди «Бешикташ», «Райо вальєкано» та «Малагу». Наразі працює тренером молодіжної категорії воротарів Атлетіко.
Триразовий володар Кубка Іспанії. Володар Суперкубка Іспанії з футболу.

## Ігрова кар'єра
У дорослому футболі дебютував 1977 року виступами за команду «Толедо», в якій провів два сезони, але вже у 1979 році підписав контракт з «Атлетіко де Мадрид».
Протягом 1979—1981 років захищав кольори клубу «Атлетіко Мадрид Б».
Своєю грою за останню команду привернув увагу представників тренерського штабу клубу «Атлетіко», до складу якого приєднався 1981 року. Відіграв за мадридський клуб наступні дванадцять сезонів своєї ігрової кар'єри.
Протягом 1993—1994 років захищав кольори клубу «Талавера».
Завершив ігрову кар'єру у команді «Райо Махадаонда», за яку виступав протягом 1997—1998 років.

## Клуби
1. «Толедо» (1977 – 1979)
2. «Атлетіко Мадрид Б» (1979 – 1981)
3. «Атлетіко Мадрид» (1981 – 1993)
4. «Талавера» (1993 – 1994)
5. «Райо Махадаонда» (1994 – 1998)

## Титули і досягнення
- Володар Кубка Іспанії (3):

«Атлетіко»: 1985; 1991; 1992
- Володар Суперкубка Іспанії з футболу (1):

«Атлетіко»: 1985